# Prague Pride 2012

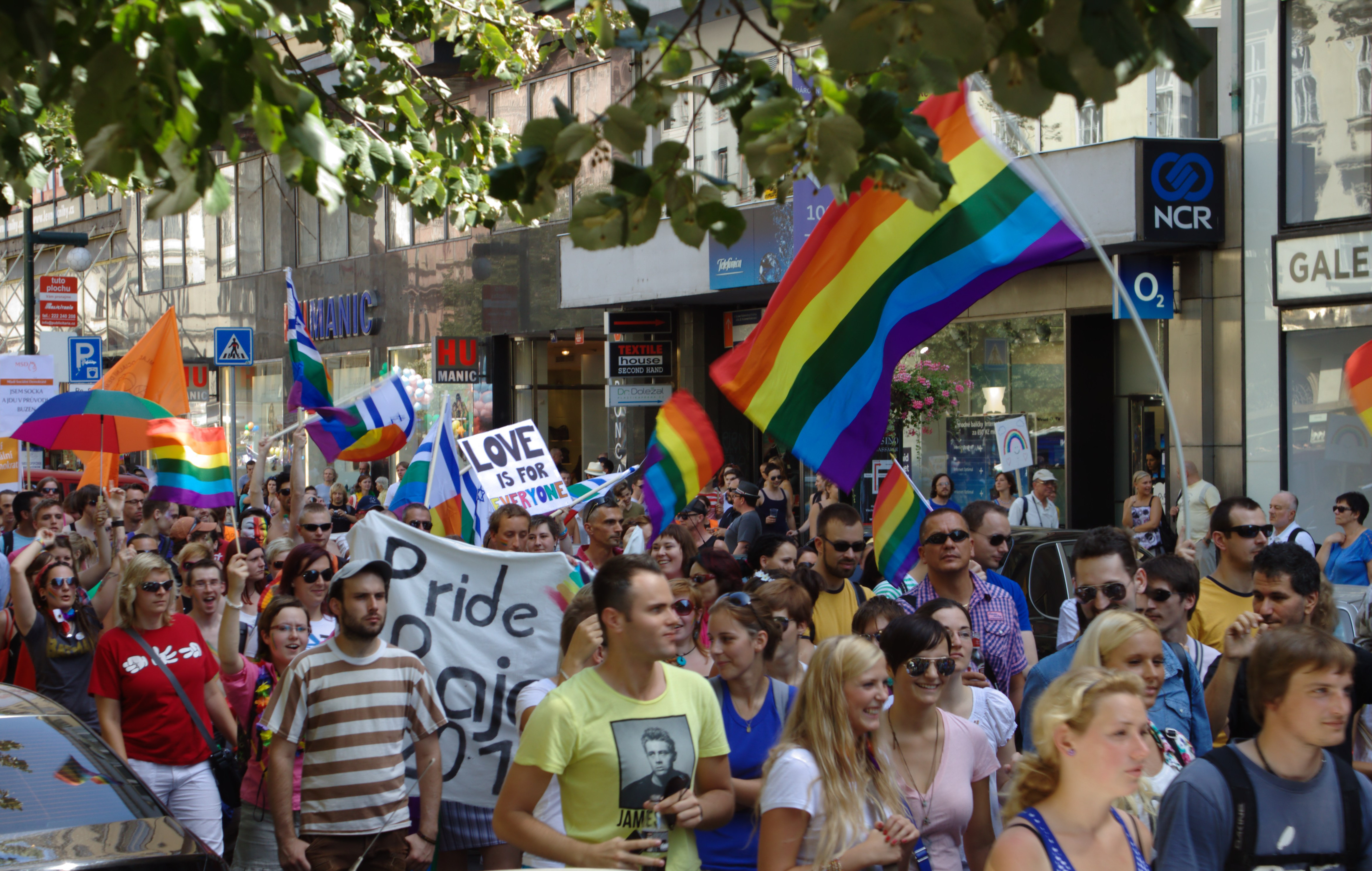
Průvod Prague Pride na Národní třídě 13. srpna 2012

Prague Pride 2012 byl druhý ročník kulturního festivalu queer hrdosti Prague Pride. Konal se od 13. do 19. srpna 2012 v Praze. Některé doprovodné akce se konaly i v dalších českých městech. Festival pořádalo sdružení Prague Pride, jehož předsedou a ředitelem organizačního týmu byl Czeslaw Walek.

## Program a průběh akce
Pořadatelé zvolili pro ročník festivalu slogan „Dejme barvy dohromady“ ve spojitosti s vizuálním stylem založeným na tangramu. Ohlášený program zahrnoval workshopy, debaty, divadelní a filmová představení, koncerty a večírky. Mezi témata v programu zastoupená patřila např. Romové a LGBT, transgender, sport, LGBT rodina nebo život LGBT lidí se zdravotním postižením. Vrcholem programu se měl stát v sobotu 18. srpna průvod centrem města, zakončený hudebním festivalem na Střeleckém ostrově.